# Sandared
Sandared è un'area urbana della Svezia situata nel comune di Borås, contea di Västra Götaland.
La popolazione rilevata nel censimento 2010 era di 3 160 abitanti .